# جورج باترفيلد
جورج باترفيلد هو شخصية أعمال كندي، ولد في 5 فبراير 1939 في سانت جون في كندا.